# Suniops aerosus
Suniops aerosus is een keversoort uit de familie bladrolkevers (Attelabidae). De wetenschappelijke naam van de soort werd in 1874 gepubliceerd door Francis Polkinghorne Pascoe.